# Kościół Niepokalanego Poczęcia Najświętszej Maryi Panny w Wolbromiu
Kościół Niepokalanego Poczęcia Najświętszej Marii Panny w Wolbromiu znany jako kościółek Mariacki lub kościółek Szpitalny został ufundowany w 1638 roku przez ks. Marcina Wolbrama – krakowskiego szlachcica i oficjała oraz potomka zasadźców miasta Wolbromia – jako przyszpitalna świątynia szpitala z przytułkiem dla ubogich.

## Historia
W Wolbromiu, prawdopodobnie już od XIV wieku działał szpital dla ubogich. Pierwsza wzmianka o tej instytucji pochodzi dopiero z 1473 roku i dotyczy powiększenia jego uposażenia.
W 1637 zmarł ks. Marcin Wolbram – krakowski szlachcic i oficjał oraz potomek zasadźców miasta Wolbromia. W swoim testamencie za kwotę 8560 złotych polskich nakazał budowę kościółka szpitalnego pw. Niepokalanego Poczęcia Najświętszej Marii Panny, który został ukończony już rok po jego śmierci. Kościółek miał status parafii szpitalnej oddanej pod patronat rajców miejskich. Świątynia została konsekrowana w 1672 roku.
Dalsze informacje dotyczące funkcjonowania kościoła nie są znane. Kościółek nadgryzany przez czas i niesprzyjające warunki, popadł w ruinę. Po zlikwidowaniu parafii szpitalnej, bardzo zniszczony i stoczony przez drewnojady, bardzo rzadko czynny w okresie komunizmu, szczęśliwie doczekał naszych czasów wraz ze swoim wyposażeniem. Przez kilka lat po drugiej wojnie światowej w tym kościółku nauczano religii dzieci z pobliskiej szkoły podstawowej.
Kiedy w 1986 roku proboszczem parafii pw. św. Katarzyny Aleksandryjskiej w Wolbromiu został ks. kan. Stanisław Sapilewski, ruszyły prace konserwatorskie zabytkowego kościółka. Prowadzone przez prawie dwadzieścia lat mozolne prace odkrywały piękno i harmonię tego zabytku. Kościółek pięknie odnowiony jest perłą architektoniczną na szlaku architektury drewnianej. Prace zwieńczyło ponowne poświęcenie świątyni przez biskupa sosnowieckiego Adama Śmigielskiego w 2008 roku.